# Escena davant la mar
Escena davant la mar (あの夏、いちばん静かな海, Ano natsu, ichiban shizukana umi, "Aquest estiu, el mar més tranquil") és una film amb guió de Takeshi Kitano que també en va ser el director. Fou doblada al valencià i emesa per Punt Dos el 22 de març de 2008.
Aquesta és el primer film de Tikano de temàtica més tranquil·la o reflexiva que no va ser protagonitzada per la yakuza o policies com a les seves obres anteriors. Kitano però, va tornar a la violència en el seu següent film, Sonatine, i molts altres treballs posteriors.
El film presenta una història senzilla sobre un recol·lector d'escombraries sord, interpretat per Claude Maki, el qual està determinat a aprendre com surfejar en tot moment acompanyat de la dona que estima.
Al film, Kitano desenvolupa el seu costat més delicat juntament amb el seu característic humor sec. L'any 2002 el cineasta va dirigir una pel·lícula similar, Dolls, un conte romàntic sobre tres parelles d'amants.
Claude Maki, actor que interpreta el personatge principal, va aparèixer també a un altre film de Kitano, Brother, com Ken, un japonès resident als Estats Units com a traficant de drogues de barri que va obtenir prestigi gràcies a l'arribada des del Japó del seu germà Yakuza, interpretat pel mateix Kitano.
Aquest film marca la primera col·laboració entre Kitano i el compositor Joe Hisaishi, que prèviament havia creat les bandes sonores de nombrosos films d'anime de Hayao Miyazaki, incloent-hi Nausicaä de la vall del vent. Hisiaishi va compondre la banda sonora de totes les pel·lícules de Kitano fins a Dolls.

## Banda sonora
La banda sonora va ser llançada el 25 de novembre de 1992 per Toshiba EMI i després va ser rellançada manta vegada per Milan Records i Wonderland Records.
1. «Silent Love (Tema principal)» 6:52
2. «Cliffside Waltz I» 3:58
3. «Island Song» 3:39
4. «Silent Love (In Search of Something)» 1:10
5. «Bus Stop» 5:11
6. «While At Work «1:22
7. «Cliffside Waltz II» 3:44
8. «Solitude» 1:12
9. «Melody of Love» 1:41
10. «Silent Love (Forever)» 3:30
11. «Alone» 1:04
12. «Next Is My Turn» 0:45
13. «Wave Cruising» 4:02
14. «Cliffside Waltz III» 3:40